# Pseudomyrmex faber
Pseudomyrmex faber är en myrart som först beskrevs av Smith 1858.  Pseudomyrmex faber ingår i släktet Pseudomyrmex och familjen myror. Inga underarter finns listade i Catalogue of Life.

## Bildgalleri

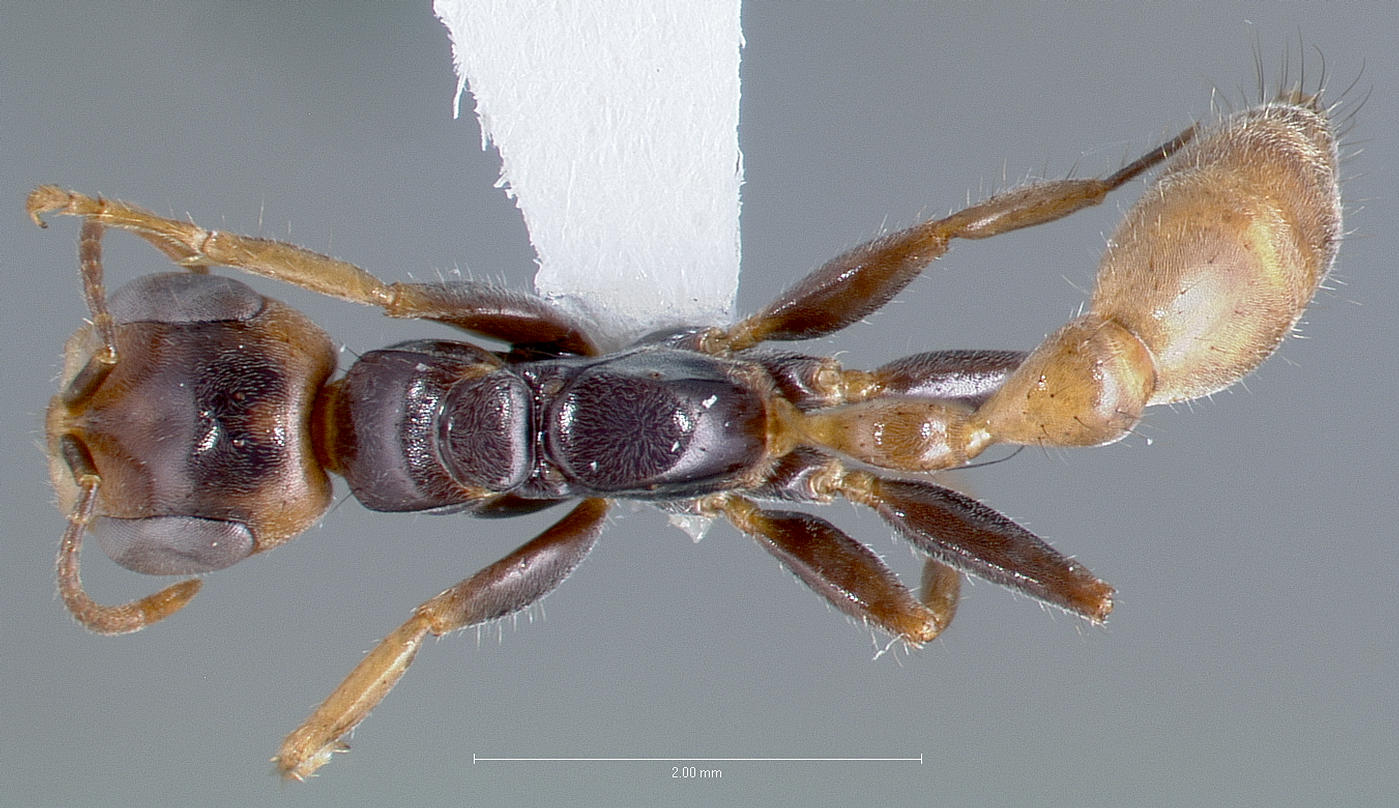
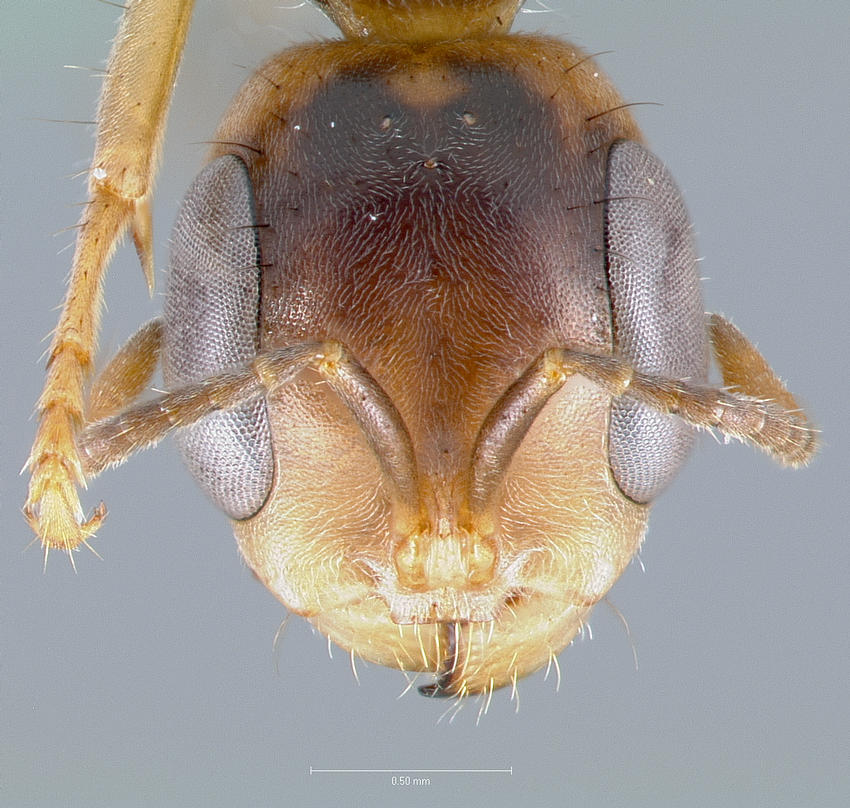
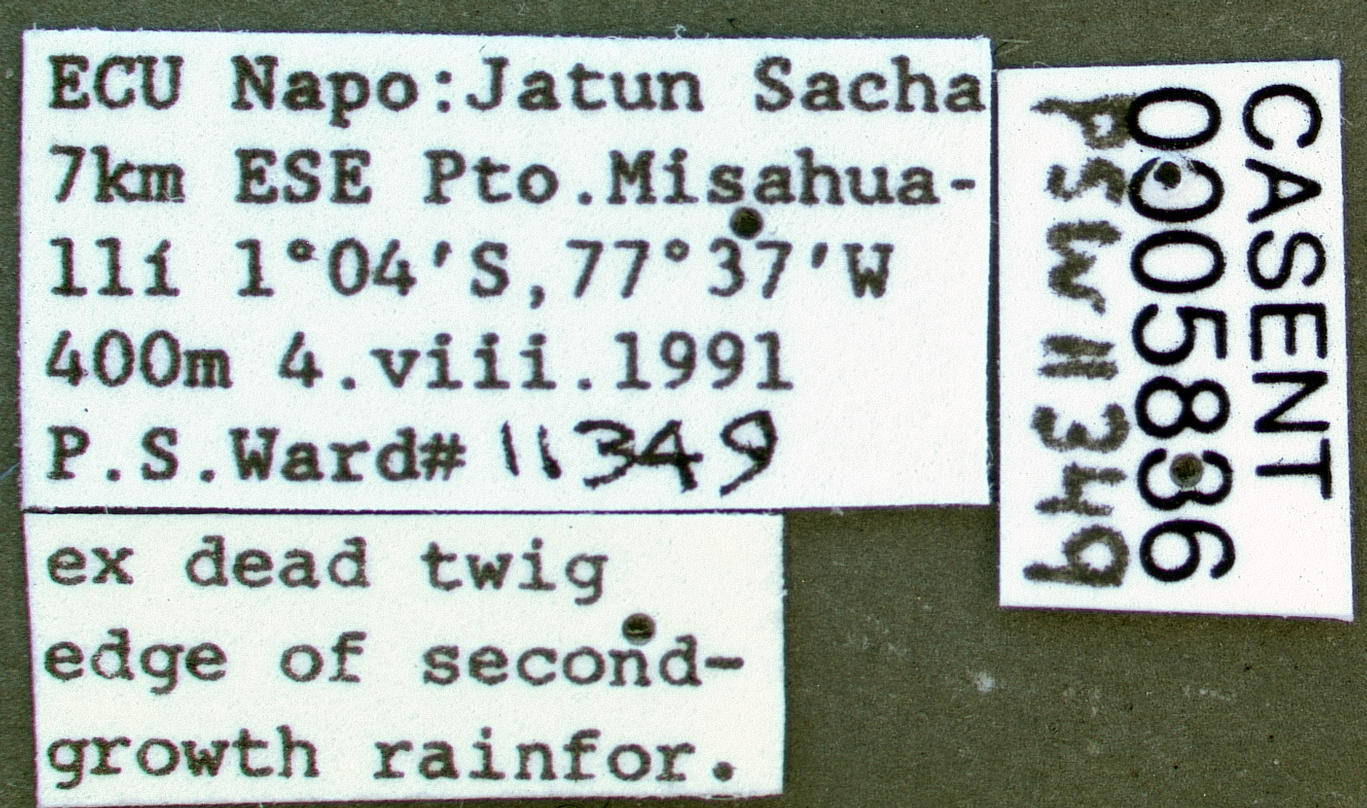
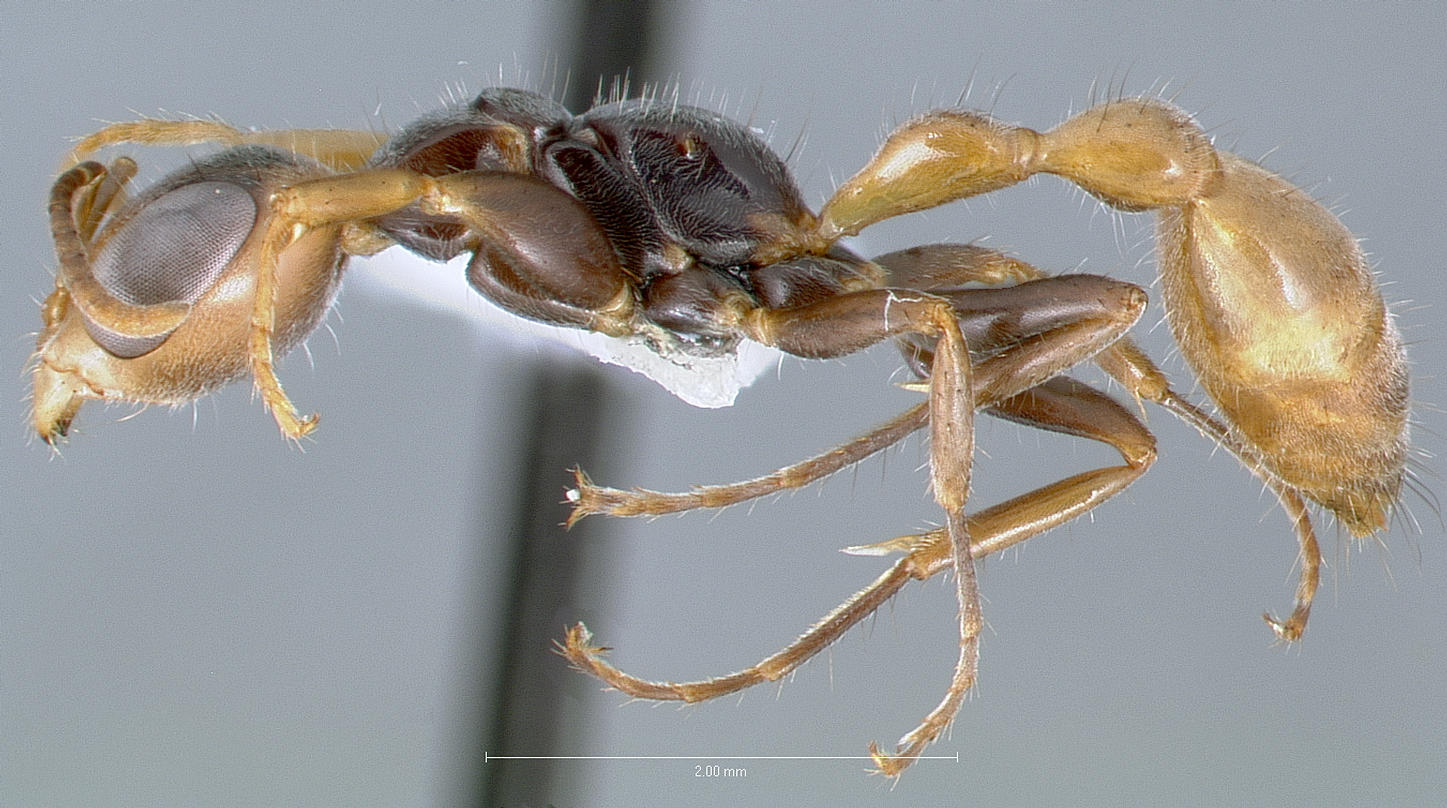